# 尤寧鎮區 (內布拉斯加州桑德斯縣)
尤寧鎮區（英語：Union Township）是位於美國內布拉斯加州桑德斯縣的一個行政鎮區。

## 地方資料
尤寧鎮區的面積為70.84平方千米，當中陸地面積為68.67平方千米，而水域面積為2.17平方千米。根據2020年美國人口普查的數據，當地共有人口1945人，而人口密度為每平方千米27.46人。